# Віруси грипу
Ця стаття про патогени — віруси грипу. Про захворювання — стаття Грип.
Віруси грипу (лат. Influenzavirus) — чотири монотипних роди вірусів з родини ортоміксовірусів (Orthomyxoviridae), представники яких викликають захворювання у риб, птахів і ссавців, у тому числі грип у людини. У філогенетиці утворюють кладу.
На 2007 рік виявлено понад 2000 варіантів (серотипів, ліній, штамів) вірусів грипу, які розрізняються між собою антигенним спектром

## Класифікація
Вірусами грипу монотипні роди Alphainfluenzavirus, Betainfluenzavirus, Gammainfluenzavirus, Deltainfluenzavirus (до жовтня 2018 року називалися Influenzavirus A, B, С і D), кожен з них складається лише з одного виду Influenza A—D virus відповідно. Вони відносяться до сімейства Ortomyxoviridae, яке крім цих чотирьох родів включає ізавіруси, тоготовіруси і кваранфілвіруси.
Антигенні властивості внутрішніх білків РНП (англ. ribonucleoprotein, RNP) віріона, які не дають перехресних міжтипових серологічних реакцій, визначають належність вірусу грипу до роду.
Подальший поділ, у випадку вірусу типу «A», проводиться згідно підтипів (серотипів) поверхневих білків (глікопротеїнів) гемаглютиніну (HA) і нейрамінідази (NA).

Специфікація найменування штаму вірусу грипу на прикладі вірусу грипу Фуцзянь, виділеного в 2002 році

З 1980 року за рекомендацією ВООЗ в позначення штамів вірусів грипу включають:
1. тип;
2. місце виділення (географічне походження штаму);
3. індекс, присвоєний в лабораторії (порядковий номер штаму);
4. рік виділення;
5. (тільки для вірусів тварин) назва тварини, що є природним господарем вірусу (від якого виділено вірус).
6. індекс поверхневих білків, ставиться останнім і в дужках, має сенс тільки для вірусу типу «A»;

Приклади: «А (Бразилія) 11/78 (H1N1)» (вірус грипу «A» людини з гемагглютиніном H1, нейрамінідазою N1, виділений в Бразилії в 1978 р.), «A/Moscow/10/99 (H3N2)», «A/New Caledonia/120/99 (H1N1)», «B/Hong Kong/330/2001», «A/Fujian/411/2002 (H3N2)».
Віруси грипу A і B викликають сезонні епідемії у людей.

### Alphainfluenzavirus
Монотипний рід, колишня назва: Influenzavirus A. Вірус грипу типу «А».
Щорічно спричинює спалахи грипу, часто — епідемії, періодично — пандемії. Це обумовлено високим ступенем мінливості вірусу: вірус типу «A» схильний і антигенному зсуву (шифту), і антигенному дрейфу[⇨]. У 2018 році серед людей циркулюють віруси грипу підтипів A(H1N1) і A(H3N2).
Природним резервуаром вірусу грипу «А» є водоплавні птахи. Іноді він передається іншим птахам, може заразити домашніх птахів, від них — домашніх тварин і потім людей, призводячи до епідемій і пандемій.
У птахів вірус уражає клітини епітелію в травному тракті, у людини — епітеліальні клітини дихальних шляхів.
Всередині виду Influenza A virus виділені (спостерігаються в природі) кілька серотипів:
- H1N1, що спричинив пандемію іспанського грипу в 1918 і свинячого грипу в 2009 роках (за старою класифікацією у ньому виділяють три серопідтипа: Hsw1N1, H0N1 і H1N1[5]);
- H1N2[en], ендемічний для людей, свиней і птахів;
- H2N2[en], спричинив пандемію азійського грипу в 1957 році;
- H3N2[en], спричинив пандемію гонконзького грипу в 1968;
- H5N1, який спричинив пандемію пташиного грипу 2004;
- H6N1[en], спричинив у єдиного хворого, був вилікуваний;
- H7N2[en]
- H7N3[en]
- H7N7[en], пов'язаний із кон'юнктивітом людини і має високий потенціал епізоотій;
- H7N9[en], відповідальний за шість епідемій у Китаї, нині має високий пандемічний потенціал порівняно з іншими серотипами грипу «А»[12];
- H9N2[en]
- H10N7[en]
- H17N10[13]
- H18N11[13]

На 2016 рік відомо 18 підтипів гемаглютиніну (HA) і 11 підтипів нейрамінідази (NA), загалом можливо 198 варіантів вірусу.
Віріон вірусу типу «A» містить вісім сегментів вірусної РНК.

### Betainfluenzavirus
Монотипний рід, колишня назва: Influenzavirus B. Вірус грипу типу «B».
Вірус грипу типу «В» змінюється за типом дрейфу, але не зсуву[⇨].
Він не підрозділяється на підтипи, але може підрозділятися на лінії. У 2018 році циркулювали віруси грипу типу ліній В/Ямагата і В/Вікторія.
Природним резервуаром Influenzavirus B є людина. Вірус уражає верхні і нижні дихальні шляхи, симптоми схожі на викликані вірусом типу «A». Має обмежене число ліній, напевно тому більшість людей набувають імунітету до Influenzavirus B у ранньому віці. Цей вид мінливий тільки за гемаглютиніном, антигенний дрейф HA не такий активний, як у Influenzavirus A.
Вірус грипу «B» спричинює епідемії, але досить рідко, раз в 4-6 років, вони розвиваються повільно порівняно з епідеміями, що спричинені вірусом «A» і, як правило, охоплюють 8-10 % населення. Відомі дві епідемії в СРСР із максимумами навесні 1963 р. і весною 1974 р. Крім того, вірус «B» циркулював у багатьох епідемій спільно з вірусом типу «A».
Вірус грипу типу «B» схожий на вірус типу «A», їх важко розрізнити під електронним мікроскопом. Оболонка віріонів «B» містить 4 білка: HA, NA, NB і BM2. BM2 являє собою протонний канал, що використовується при дикапсидації вірусу в клітину). Білок NB вважається іонним каналом, але це не обов'язкова умова для реплікації вірусу в клітинній культурі. Геном вірусу складається з восьми фрагментів РНК.

### Gammainfluenzavirus
Монотипний рід, колишня назва: Influenzavirus С. Вірус грипу типу «C».
Вірус грипу «C» виявляється у хворих рідше, ніж «B» і «A», він зазвичай призводить до легкого клінічного перебігу, для людини не є небезпечним і не представляє проблеми для громадської охорони здоров'я.
Природним резервуаром Influenzavirus С є людина, вірус заражає також свиней і в експериментах може передаватися між свинями. Уражає верхні дихальні шляхи, головним чином у дітей, клінічні симптоми невиразні. Серологічні дослідження виявили глобальну поширеність вірусу типу «C». Більшість людей одержують імунітет до нього в ранньому віці.
Вірусу типу «С» не властивий антигенний зсув і він слабо змінюється[⇨]. Influenzavirus С антигенно набагато більш стабільний, ніж вірус типу «A» і висока ступінь поперечної реактивності, що спостерігається серед них, ізолює ці види один від одного.
Вірус грипу «C» спричинює спорадичні захворювання і майже ніколи не дає епідемічних спалахів.
Містить 7 фрагментів геному. Має тільки один оболонковий (проникає через стінку клітини-жертви) глікопротеїн HEF (англ. hemagglutinin esterase fusion — злиття гемаглютиніну та естерази), що виконує роль обох глікопротеїнів (HA і NA) типів вірусів «A» і «B». Не поділяється на підтипи. Виділено 6 ліній геному, але внаслідок частих рекомбінацій різних ліній останнім часом з'явилися нові варіанти, які передбачають моливу епідемічну загрозу.

### Deltainfluenzavirus
Монотипний рід, колишня назва: Influenzavirus D. Вірус грипу типу «D».
Віруси групи «D», в основному, інфікують велику рогату худобу. За наявними даними, вони не інфікують людей і не спричинюють у них захворювань.
Influenzavirus D уражає корів, які є природним резервуаром, і свиней. Зустрічається у дрібної рогатої худоби (овець і кіз). Є ознаки передачі вірусу типу «D» від корів людині — у людей, що контактують з коровами, виявлені антитіла до нього, але хворих людей не виявлено. Структурно схожий на вірус типу «C», замість HA і NA містить HEF.
Influenzavirus D містить 7 фрагментів одноланцюгової РНК, не менше 50 % амінокислот збігаються з вірусом типу «C», але один з основних білків — M1 — у вірусі типу «D» відрізняється від вірусу типу «C». Цей вірус був виділений в окремий вид, тому що при змішуванні його генетичного матеріалу з вірусом «C» вони не дають живучих нащадків.

## Історія виявлення
Перший вірус грипу був виділений у птахів (курей) в 1901 році в Італії, але був ідентифікований як збудник «чуми птахів» або «чуми курей». (Публікація 1902 року: Centanni, E. Die Vogelpest. Zentbl. Bakt. Paraskitkde, Abt. 1, 31, 145—152, 182—201.) Через 50 років після цього було встановлено, що вірус чуми птахів — це один із вірусів грипу «А» птахів. Потім вірус грипу «А» виділив у свиней американський вчений Річард Шоуп (англ. Richard Shope) в 1931 році.
Вірус грипу людини був виділений в 1933 році в Англії в Національному інституті медичних досліджень вирусологами Вілсоном Смітом, Крістофером Ендрюсом і Патріком Лейдлоу. У 1940 році був виділений вірус грипу «В». У 1951 році за технологією культивування вірусів на курячих ембріонах" був виділений вірус грипу «С». У 2003 році в результаті чотирирічної роботи в лабораторіях був отриманий (відновлений) і вивчений вірус пандемії «іспанки» 1918 року.
Вірус грипу типу «D» вперше виділено в 2011 році в США у свиней.
В 2013 році у кажанів, що мешкають в Центральній Америці, було виявлено вірус грипу типу «A» з останніми донині варіантами HA і NA: серотип H18N11.

## Структура і властивості
Віріон (інфекційна частка) грипу має форму сфери або наближається до кулястої, його діаметр 100—120 нм.
Вірус грипу являє собою оболонковий вірус: зовнішній шар — ліпідна мембрана, в яку вставлені «шипи»: глікопротеїни і матриксний білок M2, що формує іонні канали. Під ліпідною мембраною розташований матричний (матриксний) білок M1, він формує внутрішній шар оболонки вірусу, надає стійкість і жорсткість зовнішній ліпідній оболонці.
Глікопротеїни гемаглютинін і нейрамінідаза — ключові білки для розмноження вірусу типів «A» і «B». Гемаглютинін використовується для проникнення в клітину, нейрамінідаза — для виходу з неї.
Всередині віріона знаходиться геном вірусу, який несе генетичну інформацію про оболонкові і внутрішні білки вірусу. Геном представлений у вигляді рибонуклеопротеїнового комплексу vRNP (нуклеопротеїн в комплексі з геномною РНК вірусу), який містить фрагменти РНК, прикріплені до білку нуклеопротеїну (NP), і три білка полімеразного комплексу: PB1, PB2 і PA. Внутрішня частина віріона також включає білок NEP.
У вірусу типу «A» 8 фрагментів РНК, що кодують 11 білків: HA, M1 (англ. matrix 1), M2, NA, NP (англ. nucleocapsid protein), NS1 (англ. non-structural protein 1), NS2 (він же NEP, англ. nuclear export protein), PA (англ. polimerase acid), PB1 (англ. polymerase basic 1), PB1-F2 (англ. polymerase basic 1 frame 2), PB2.

Впровадження в клітку, реплікація і вихід вірусу з клітини

Реплікація вірусної РНК відбувається в клітинному ядрі з допомогою вірусних полімераз PA, PB1, PB2, синтез вірусних білків здійснюється в цитоплазмі, процесинг білків M1, HA і NA відбувається в ендоплазматичному ретикулумі та апараті Гольджі. Синтезовані білки M1, HA і NA направляються до мембрани.
Синтезований білок NP направляється в ядро, де утворює комплекс з фрагментами реплікованої вірусної РНК і синтезованими полімеразами, потім за допомогою матриксного білка M1 направляється в цитоплазму і далі до клітинної мембрани.
На клітинній мембрані з синтезованих білків, комплексів vRNP і власне мембрани збираються нові вірусні частинки, які відбрунькувуються від клітки з допомогою глікопротеїну NA (мова про вірус «A»). NA відщеплює сіалові кислоти, що перешкоджають відділенню HA вірусної оболонки від клітини.
Восьмий сегмент РНК вірусу типу «A» кодує неструктурні білки NS1 і NS2. Білок NS1 пригнічує трансляцію мітохондріальної РНК клітини, а також синтез і роботу інтерферону, і є основним фактором патогенності вірусу грипу. Білок NS2, він же NEP, забезпечує ядерний експорт вірусної РНК в комплексі з NP.
Вірус грипу знищує не кожну клітину. Типово відбувається наступне: вірус проникає в клітину, розмножується і організовано виходить з неї — клітина залишається цілою і іноді живою. При цьому вірус здатний експлуатувати клітку кілька разів.
Крім реплікування вірусної РНК, вірусні частинки в клітини синтезують білки, один з яких, PB1-F2 виділяється з клітини, в людині через бронхи потрапляє в легені і знищує макрофаги легеневої тканини, таким чином провокуючи легеневі інфекції, зокрема, пневмонію.
Вірус грипу типу «A» характеризується високою мінливістю, що обумовлена двома особливостями геному.
Перша властивість, фрагментарність геному вірусу, забезпечує можливість обміну генами між двома вірусами одного типу, якщо ними обома заражені одні і ті ж клітини. У цьому випадку в клітині синтезуються два набори однойменних двох генів різних вірусів, і в потомстві з'являються віруси з різними комбінаціями однойменних генів і з різним набором поверхневих антигенів. Такі віруси називають рекомбінантами або реассортантами (віруси з пересортованими генами), в явище — антигенний шифт або зсув. Наприклад, при спільному вирощуванні в клітинах H1N1 та H3N2 в потомстві утворюються як вихідні форми, так і рекомбінанти: H1N1, H3N2, H1N2, H3N1. Процеси рекомбінації генів легко відтворюється в експерименті та часто спостерігаються в природних умовах. Таке стрибкоподібна зміна викликає пандемію: люди, які хворіли раніше на грип, повністю сприйнятливі до нового вірусу, і, не зустрічаючи колективного імунітету, він швидко поширюється серед населення земної кулі. Рекомбінація є однією з головних причин мінливості вірусів грипу і використовується при отриманні штамів вірусу грипу для приготування вакцин.
Друга властивість вірусів грипу — мінливість їх глікопротеїдів (NA і HA) у результаті мутацій, антигенний дрейф — антигенні відмінності спочатку невеликі, але поступово збільшуються.
Віруси грипу виживають у повітрі до 4 годин, при цьому віруси типу «A» більш стійкі, ніж «В». У висохлих і осілих краплях аерозолю вірус зберігається на постільній білизні до 2 тижнів, в кімнатному пилу — до 5 тижнів. Вологе прибирання з дезінфікуючими засобами повністю знезаражує приміщення.
Загальними властивостями культур, що несуть вірус грипу, є:
- клітинна дегенерація, що періодично виникає ;
- виражене збільшення життя первинно трипсинізованих інфікованих культур порівняно з незараженими;
- значні зміни властивостей вірусу в процесі персистування.

## Епідеміологічні особливості
Особливості епідемічного розповсюдження вірусів грипу визначаються високою мінливістю вірусу грипу типу «A» і значною — типу «В». Кожен новий зсувний або дрейфовий варіант вірусу «A» або «В» здатний долати імунітет, набутий людиною до раніших варіантів того ж вірусу.
Причина глобального поширення грипу — в унікальних особливостях його збудників, які не мають аналогів серед інших вірусів: фрагментарність і мінливість геному білків (глікопротеїдів), з якими пов'язаний імунітет до грипу.
Різні серотипи (серологічні різновиди — різновиди одного вірусу, що відрізняються антигенним складом) не дають перехресний імунітет. Антитіла, що виробляються у відповідь на глікопротеїни вірусу, що становлять основу імунітету проти певного підтипу збудника грипу.
Рекомбінація генів і антигенний зсув спричинюють появу нових форм вірусу та призводять до епідемій і пандемій. Потім антигенний дрейф сприяє продовженню епідемії.
Одні дослідники вважають, що зниклі віруси зберігаються в прихованому вигляді в людській популяції, інші — що нові віруси виникають в результаті рекомбінації між вірусами грипу людини і вірусами грипу тварин, що підтверджується виявленням у тварин і птахів вірусних білків, близьких або тотожних таким у вірусу, що пізніше спричинив епідемію.
Віруси грипу типу «A» людини легко передаються домашнім тваринам і птахам і викликають у них захворювання. У природі відзначаються епізоотії грипу «A», частіше серед птахів. Найбільший резервуар грипу «A» тварин — птахи, і він може передаватися від птахів до ссавців. Відомий спалах смертельної епізоотії грипу, подібного чумі птахів, серед тюленів в 1979—1980 роках на американському узбережжі північної Атлантики.
Описані випадки зараження людини грипом тварин. Широкого поширення такий грип ніколи не мав.
Історія антигенних зсувів вірусу грипу «A» з 1918 по 1981 р.:
- з 1918 по 1957 р. переважали три головних дрейф-варіанти Hsw1N1, H0N1, H1N1;
- з 1957 по 1968 р. — H2N2;
- з 1968 по 1977 р. — H3N2;
- з 1977 по 1981 р. циркулюють одночасно два віруси: H3N2 і H1N1.

Внаслідок антигенного дрейфу під тиском колективного імунітету відбираються найбільш виражені мутації, і розвивається епідемія. У першій половині XX століття такі епідемії спостерігалися кожні 3-5 років, тепер, внслідок різкого зростання населення планети — майже щорічно.
Віруси типу «B» спричинюють ті ж захворювання, що і типу «A», не спричинюють пандемій.
Всупереч широко поширеній думці, вірус грипу спричинює у людини стійкий імунітет. Повторна захворюваність на грип — це результат мінливості вірусу грипу (антигенного дрейфу і антигенних зсувів).